# Jim Flick
Jim Flick (1930 - 5 de noviembre de 2012) fue uno de los golfistas más prolíficos y uno de los entrenadores más influyentes en el mundo del golf. También fue el autor de la revista Golf Digest.
Como profesional de PGA, ha sido entrenador de golf durante más de 50 años, y entre sus alumnos se encuentran Tom Lehman y Jack Nicklaus.
Ha jugado al golf en un total de 23 países, y dirigió empresas como la Escuela de Golf Digest y la Escuela de Golf ESPN. Durante 20 años fue el director de entrenadores en Desert Mountain, en Scottsdale. Escribió cinco libros, entre los que se encuentra Jack Nicklaus. Simple the Best.
En una entrevista comentó que estaba cerciorado con muchos golfistas para intentar mejorar un swing perfecto.
Según compañeros suyos, fue la mejor persona siendo entrenador, y como tal, fue reconocido como uno de los mejores entrenadores de la historia del golf.
Fue una legenda en la instrucción del golf, y pudo ayudar rápidamente a los grandes jugadores del golf.

## Biografía
Jim Flick fue uno de los entrenadores de golf más prolíficos de lo historia. En 1959 fue elegido miembro de la PGA, y sirvió como director de entrenadores en la Escuela de Golf Digest.
Desde 2006 sirvió como embajador de TaylorMade Golf.
Entre 1953 y 1954 Flick sirvió para la U.S. Army, y las consecuencias de la guerra de Corea le sirvió para convertirse en 1955 en un asistente profesional en Evansville Country Club.

## Carrera
En 1940, a los 10 años de edad, Flick empezó a jugar al golf gracias a la influencia de su padre, Coleman Flick. Flick asistió a la Universidad de Wake Forest.
En 1952 Flick se graduó como jugador profesional de golf y jugó varias competiciones hasta que se convirtió en entrenador.
En 1988 fue galardonado como el Profesor del Año de PGA, en 1995 apareció en el Wake Forest University Athletic Hall of Fame, y en 2002 fue uno de los nueve entrenadores en aparecer en el World Golf Teachers Hall of Fame y en el Southern Ohio PGA Hall of Fame.
En 1990 conoció a Tom Lehman, cuando estaba en apuros en las ligas menores de golf. Gracias a Flick, Lehman fue el primer golfista en ganar consecutivamente la Copa Schwab. En ese mismo año Jack Nicklaus buscó a Flick para que le ayudara, después de que su antiguo entrenador, Jack Grount, falleciera. Ambos fundaron la Escuela de Golf Nicklaus-Flick, que estuvo activa entre 1991 y 2003. Las revistas de golf le seleccionaron como uno de los 10 mejores entrenadores del siglo XX, y en 2011 se le conmemoró en el PGA Golf Professional Hall.

## Muerte
Falleció el 5 de noviembre de 2012 a los 82 años de edad debido a un cáncer pancreático.
Le sobreviven su mujer Geri y sus cinco hijos.